# Cudowna podróż Kornela Estiego
Cudowna podróż Kornela Estiego – węgierski dramat z 1995 roku na podstawie opowiadania Dezső Kosztolányiego.

## Główne role
- Gábor Máté - Kornél Esti
- Éva Igó - mama Editki
- Gabi Nemeth - Editke
- József Szarvas - Ábel
- Erika Marozsán - Kobieta z Wiednia

## Fabuła
Początek XX wieku. Kornel Esti, podstarzały poeta i prozaik wyrusza pociągiem do Berlina w celu ogłoszenia cyklu wykładów. Ta podróż będzie także przypomnieniem jego młodości, kiedy to podróżował nad Adriatykiem.